# Il gioco della torre
Il gioco della torre è una raccolta di racconti di Tommaso Landolfi apparsi sul Corriere della Sera negli anni sessanta nei quali risalta la sua vena graffiante, ironica e crudele, altrimenti definibile come grottesca e da umorismo nero. La raccolta, che prende il titolo da uno dei racconti più emblematici, il drammatico il gioco della torre, è stata pubblicata da Rizzoli nel 1987.

## Racconti

### Isolia splendens
Isolia splendens è il nome di una specie rara, di una creatura delicata che abita nella terza dimensione. Questo racconto fantascientifico a quattordici dimensioni narra il tentativo di un allievo della quattordicesima dimensione di raccogliere una Isolia splendens: per riuscirvi attraversa e descrive al suo maestro tutte le dimensioni tra la quattordicesima e la terza, in un dialogo spassoso e ben ritmato.

### Altri racconti
- Il regalo
- Un fiato leggero
- Un'eredità
- Isolia splendens
- Il gioco della torre
- Un viaggio a Milano
- Il raggiro
- Trasloco
- Partenza in due versioni
- Fantasie imprudenti
- Animalini
- Uscite salutari
- La fanciulla sconosciuta
- Ricordi senza verbo
- L'omone
- I due cugini
- Una G.
- Uomini senza timbro
- Spollatori e spollati
- Tempo innocente
- Gatto telegrafista
- Passo vietato
- L'orologio
- Un caso palmare
- Storie di civette
- Nino
- Il cappello
- Un volto umano
- Il freddo
- Esperimento con la stoffa
- Se fossi tua moglie
  - La svedese
- La Luna, le piene
- Discorrendo a vuoto
  - Viaggio nel cosmo per non vedere
  - Uno spettacolo fatto di nulla
  - Ma come si svolgono da voi le indagini?
  - Ma lassù le donne fanno l'amore?
  - Processi fisiologici
  - Traguardo raggiunto

## Edizioni
- Milano, Rizzoli, 1987. ISBN 88-17-66399-9